# (1515) Perrotin
(1515) Perrotin est un astéroïde de la ceinture principale.

## Description
(1515) Perrotin est un astéroïde de la ceinture principale. Il fut découvert par André Patry le 15 novembre 1936 à Nice. Il présente une orbite caractérisée par un demi-grand axe de 2,57 UA, une excentricité de 0,233 et une inclinaison de 10,66° par rapport à l'écliptique.
Il fut nommé en hommage à Henri Perrotin, astronome français.

## Compléments